# Wayne's World
Pour les articles homonymes, voir Wayne et Wayne's World (jeu vidéo).
Série
Wayne's World 2
(1993)
Pour plus de détails, voir Fiche technique et Distribution.
Wayne's World ou Le monde selon Wayne au Québec est un film américain réalisé par Penelope Spheeris, sorti en 1992.
Une suite intitulée Wayne's World 2 est sortie en 1993.

## Synopsis
À Aurora, dans l’Illinois, Wayne Campbell et Garth Algar, deux amis fans de rock, animent une émission de télévision, Wayne’s World, depuis le sous-sol des parents de Wayne. Une diffusion de Wayne’s World attire l’attention du producteur de télévision Benjamin Kane. Alors qu’il se promène avec des amis dans la voiture de Garth, la Mirthmobile, Wayne s’arrête pour admirer une Fender Stratocaster de 1964 dans une vitrine. Ils se rendent plus tard dans une boîte de nuit, où ils évitent l’ex-petite amie troublée de Wayne, Stacy, tandis que Wayne tombe amoureux de Cassandra Wong, chanteuse et bassiste du groupe Crucial Taunt, qu'il impressionne avec son cantonais.
Benjamin rencontre Wayne et Garth pour acheter les droits de l'émission pour 5 000 $ chacun, que Wayne utilise pour acheter la Stratocaster. Benjamin tente de courtiser Cassandra en utilisant sa richesse et son charisme, distrayant Wayne et Garth avec des billets d’accès illimités pour un concert d’Alice Cooper à Milwaukee tout en proposant de produire un clip vidéo pour Crucial Taunt. Lors du spectacle, Wayne et Garth font la connaissance d’un garde du corps du producteur de musique Frankie Sharp, directeur de Sharp Records.
Alors qu’ils tournent la version remaniée de Wayne’s World sous la supervision de Benjamin, Wayne et Garth peinent à s’adapter à l’environnement professionnel du studio. Leur contrat les oblige à accorder une interview promotionnelle à leur sponsor, Noah Vanderhoff, propriétaire d’une franchise de salles d’arcades. Après que Wayne ait ridiculisé Vanderhoff dans l’émission, il est licencié, laissant Garth animer l’émission tout seul, mettant en péril leur amitié. Jaloux de l’attention que Benjamin accorde à Cassandra, Wayne tente de l’empêcher de participer au tournage du clip de Crucial Taunt, ce qui l'amène à rompre avec lui.
Wayne et Garth se réconcilient et élaborent un plan pour reconquérir Cassandra en lui obtenant un contrat d’enregistrement. Ils prévoient de s’assurer que Frankie Sharp entende Crucial Taunt jouer. Alors que Garth et leurs amis infiltrent une station satellite avec l’aide de l’assistant de Benjamin, Wayne se rend au tournage de la vidéo de Cassandra mais se met dans l’embarras en essayant de révéler les véritables intentions de Benjamin. Cassandra lui dit d’abord de rentrer chez lui, mais réalisant que Benjamin ne prépare rien de bon, elle change d’avis et part pour Aurora avec Wayne, ce dernier s'excusant pour sa conduite envers elle.
L’équipe de Wayne’s World pirate la télévision par satellite de Sharp et diffuse la performance de Crucial Taunt depuis le sous-sol de Wayne, où se rendent ensuite Sharp et Benjamin. Sharp refuse d’offrir à Crucial Taunt un contrat d’enregistrement, ce qui amène Cassandra à rompre définitivement avec Wayne et à partir avec Benjamin pour une station balnéaire tropicale. Stacy révèle qu’elle est enceinte de l’enfant de Wayne. Un incendie électrique détruit la maison de Wayne et tue Garth.
Insatisfaits de cette fin, Wayne et Garth se tournent vers le public du film et interrompent la marche de l'histoire. Ils redémarrent la scène et démasquent Benjamin dans une parodie de Scooby-Doo. Toujours insatisfaits, ils redémarrent avec une « méga fin heureuse », dans laquelle Cassandra signe avec succès un contrat d’enregistrement et ravive sa relation avec Wayne. Garth entame une relation avec une serveuse sur laquelle il a fantasmé, tandis qu’un Benjamin réformé apprend que l’argent et la beauté ne sont pas nécessairement synonymes de bonheur.
Pendant le générique, Wayne et Garth attendent la fin du générique pour s’éclipser dans le noir.

## Fiche technique
- Titre original : Wayne's World
- Titre québécois : Le monde selon Wayne
- Réalisation : Penelope Spheeris
- Scénario : Mike Myers, Bonnie Turner et Terry Turner, adapté des personnages des sketches de Saturday Night Live créés par Mike Myers
- Musique : J. Peter Robinson
- Photographie : Theo van de Sande
- Montage : Malcolm Campbell
- Décors : Gregg Fonseca
- Costumes : Pat Tonnema
- Production : Lorne Michaels, Hawk Koch (en), Dinah Minot et Barnaby Thompson
- Société de production : Paramount Pictures
- Distribution : Paramount Pictures
- Budget : 20 000 000 $[1]
- Pays de production :  États-Unis
- Langue : anglais
- Format : couleurs - 1,85:1 - Dolby - 35 mm
- Genre : comédie
- Durée : 95 minutes
- Dates de sortie :
  - États-Unis : 14 février 1992
  - France : 28 octobre 1992

## Distribution
- Mike Myers (VF : Emmanuel Curtil) : Wayne Campbell
- Dana Carvey (VF : Michel Didym) : Garth Algar
- Rob Lowe (VF : Éric Herson-Macarel) : Benjamin Kane
- Tia Carrere (VF : Maïk Darah) : Cassandra Wong
- Brian Doyle-Murray (VF : Pierre Baton) : Noah (prononcé "Noé" en VF) Vanderhoff
- Lara Flynn Boyle (VF : Joséphine Petrilli) : Stacy
- Michael DeLuise (VF : Diego Asencio) : Alan
- Dan Bell (VF : Thierry Ragueneau) : Neil
- Lee Tergesen (VF : Georges Caudron) : Terry
- Kurt Fuller (VF : Michel Mella) : Russell Finley
- Sean Gregory Sullivan (VF : Emmanuel Karsen) : Phil
- Colleen Camp (VF : Francine Lainé) : Mme Vanderhoff
- Donna Dixon : la fille de rêve
- Frederick Coffin (VF : Jacques Deschamps) : l'officier Koharski
- Michael G. Hagerty (VF : Jean-François Kopf) : Davy
- Ed O'Neill (VF : Jean-François Aupied) : Glen
- Frank DiLeo : Frankie "Mr. Big" Sharp

Adaptation dialogues : Alain Chabat et Dominique Farrugia ; Direction artistique : Jean-Pierre Dorat

## Principaux caméos
Plusieurs acteurs et personnalités font des caméos dans le film :
- Robert Patrick apparaît dans son rôle du T-1000 déguisé en policier du film Terminator 2 : Le Jugement dernier ;
- Meat Loaf incarne « Tiny », le videur du club heavy metal Gasworks ;
- Alice Cooper et son groupe apparaissent dans leur propre rôle ;
- Penelope Spheeris, la réalisatrice, fait une apparition dans le rôle de la femme dans la cabine lors de l'enregistrement du premier épisode.

## Accueil
Le film a connu un important succès commercial, rapportant environ 183 097 000 $ au box-office mondial, dont 121 697 000 $ en Amérique du Nord, pour un budget de 20 000 000 $, ce qui le classe à la 10e place du box-office mondial en 1992. En France, il a réalisé 761 960 entrées.
Il a reçu un accueil critique favorable, recueillant 85 % de critiques positives, avec une note moyenne de 6,8/10 et sur la base de 46 critiques collectées, sur le site agrégateur de critiques Rotten Tomatoes.

## Autour du film

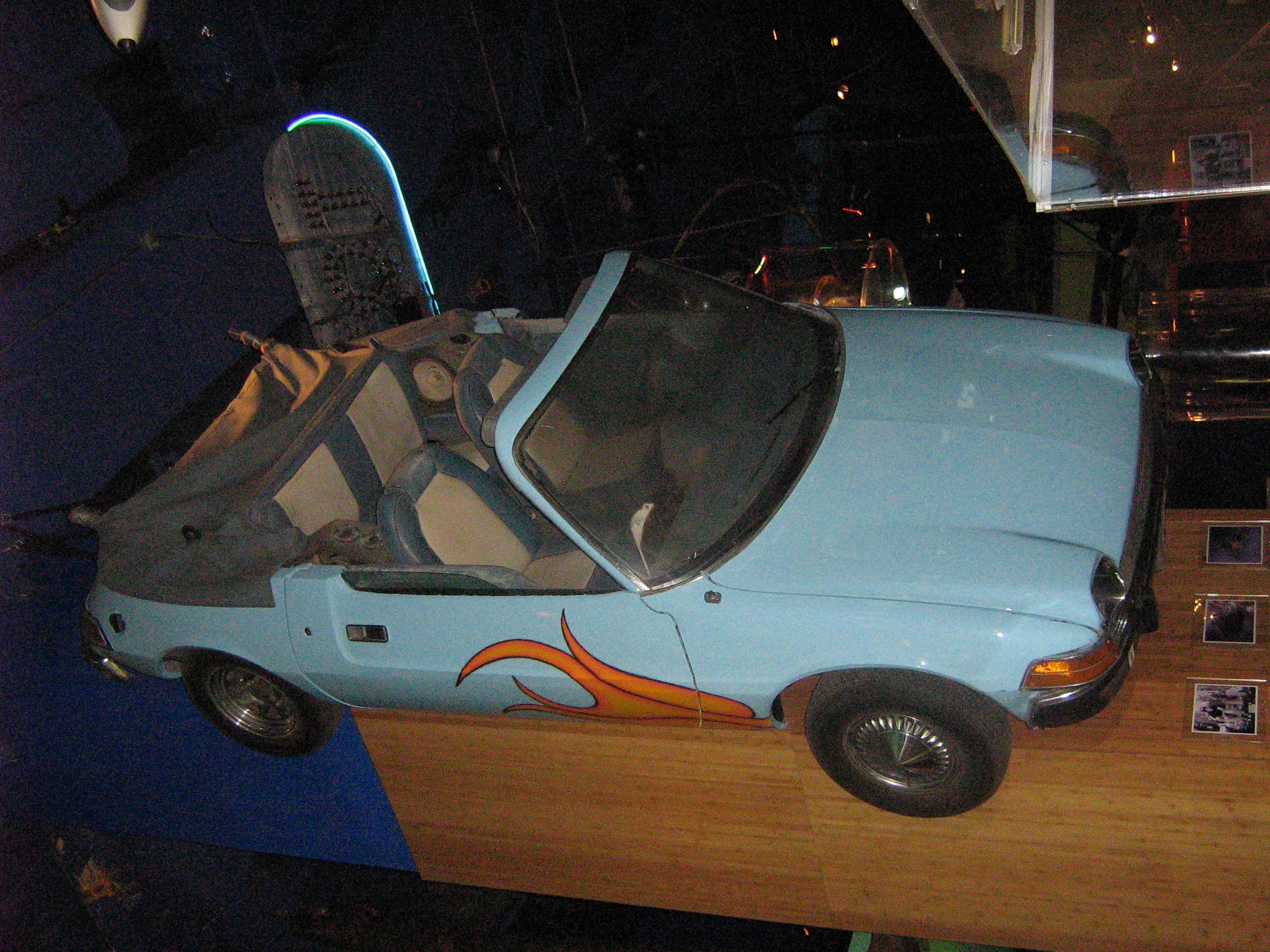
Garth conduit une AMC Pacer

- À l'origine, Wayne's World est une séquence de l'émission de télévision Saturday Night Live.
- Le film a été adapté pour la France par les Nuls dont Dominique Farrugia et Alain Chabat, qui se sont chargés d'écrire les dialogues français destinés au doublage.
- Également coscénariste du film, Mike Myers a lui-même insisté pour utiliser la chanson Bohemian Rhapsody du groupe Queen. D'abord réticente, la production a finalement accepté lorsque l'acteur a menacé de quitter le projet.
- Curieusement, la voix d'Alice Cooper n'est pas doublée en français, un interprète se contentant de traduire les répliques comme dans un programme TV.
- Le film sera suivi l'année suivante par Wayne's World 2, réalisé par Stephen Surjik.
- Dans une scène du film, on peut voir à l'arrière-plan un extrait de la version arcade du jeu vidéo Sonic. Le jeu montre des ovnis flottant en arrière-plan dans une zone (Star Light Zone), lesquels n'existent pas dans les versions sorties sur consoles (Sega Megadrive, Master System, Game Gear).

- La statue de voitures sur une pique géante s'appelait Spindle et existait vraiment à Berwyn, dans l'Illinois. Elle fut démantelée en 2008[6].

## Bande originale
- Thème de Wayne's World, composé par Mike Myers et G.E. Smith
- Bohemian Rhapsody, interprété par Queen
- Everything About You, interprété par Ugly Kid Joe
- Romeo And Juliet - Fantasy Overture, composé par Piotr Ilitch Tchaïkovski et interprété par l'Orchestre symphonique allemand de Berlin
- Sound Off, composé par Willie Lee Duckworth
- Dream Weaver, interprété par Gary Wright
- Fire (de Jimi Hendrix), interprété par Tia Carrere
- Loud Love, interprété par Soundgarden
- String Quartet In G, Opus 54, No.1 - Third Movement, interprété par Aeolian Quartet
- Rock Candy, interprété par BulletBoys
- Loving Your Lovin, interprété par Eric Clapton
- Touch Me, interprété par Tia Carrere
- Blue Hawaii, composé par Leo Robin et Ralph Rainger
- Hot And Bothered, interprété par Cinderella
- Thème de Star Trek, composé par Alexander Courage
- Sikamikanico, interprété par Red Hot Chili Peppers (c'est le Mini-CD que Wayne introduit dans son lecteur lorsqu'il est en voiture avec Cassandra)
- Mickey, composé par Nicolas Chinn et Michael Chapman
- Cold Chills, interprété par Kix
- Foxy Lady, interprété par Jimi Hendrix
- All Night Thing, interprété par Temple of the Dog
- Happy Birthday To You, composé par Mildred J. Hill et Patty S. Hill
- Ride With Yourself, interprété par Rhino Bucket
- Why You Wanna Break My Heart, interprété par Tia Carrere
- Feed My Frankenstein, interprété par Alice Cooper
- Making Our Dreams Come True, composé par Norman Gimbel et Charles Fox
- The Murder, composé par Bernard Herrmann
- Time Machine, interprété par Black Sabbath
- Thème de Mission: Impossible, composé par Lalo Schifrin
- Thème de Wayne's World (extended version), composé par Mike Myers et G.E. Smith
- Ballroom Blitz, interprété par Tia Carrere

## Distinctions
- Prix du meilleur duo pour Mike Myers et Dana Carvey, et nomination au prix de la meilleure performance comique pour Mike Myers et Dana Carvey et femme la plus désirable pour Tia Carrere, lors des MTV Movie Awards 1992.
- Prix de la meilleure bande originale de film, lors des Brit Awards 1993.